# Johann Ernst Benno
Johann Ernst Benno (* 1777 in Körlin an der Persante; † 1848 in Köslin; eigentlich Johann Ernst Benike) war ein deutscher Schriftsteller. Er veröffentlichte unter anderem historische Romane über die pommersche Geschichte.

## Leben
Er wurde 1777 in Körlin an der Persante als Sohn des dortigen Senators Gottlieb Daniel Benike geboren. Er besuchte Schulen in Körlin und Greifenberg und das Gymnasium zum Grauen Kloster in Berlin. An den Befreiungskriegen 1813/1814 nahm er als Husar unter Blücher teil. Dort nahm er auch den Nachnamen „Benno“ an, den er seitdem behielt.
Benno schlug die Beamtenlaufbahn ein. Er wurde Regierungssekretär zunächst in Stettin, später in Köslin. 1843 wurde er zum Rechnungsrat befördert. 1848 starb er nach längerer Krankheit in Köslin.

## Schriftstellerische Tätigkeit
Johann Ernst Benno gehört zu den Schriftstellern, die dem Vorbild der historischen Romane des britischen Schriftstellers Walter Scott (1771–1832) folgten. Er gehörte zu der ersten Welle der Scott-Rezeption in Deutschland. Seine historischen Romane hat er ausdrücklich für seine pommerschen Landsleute geschrieben.
Sein erster Roman Bogislaus der Zehnte. Herzog von Pommern (1822) beschreibt das Leben Herzog Bogislaws X. von Pommern (1454–1523). Dieser hatte 1479 die geteilten Landesteile Pommerns in seiner Hand vereint und wurde durch seine Wallfahrt nach Jerusalem berühmt.
Der Roman Das Wächterhorn von Cussalin (1824) zeigt Hinterpommern und Pommerellen im 13. Jahrhundert. Es treten Herzog Swantopolk der Große von Pommerellen (1195–1266) und sein Sohn Herzog Mestwin II. (1220–1294) auf.
Johann Ernst Benno hat auch zahlreiche Gedichte veröffentlicht. Hierzu gehört sein Vaterlands-Lied am hundertjährigen Vereinigungsfeste aller Pommern (1821), das die pommersche Geschichte von heidnischer Zeit an schildert.

## Nachwirkungen
Johann Ernst Bennos schriftstellerische Arbeit war zu seiner Zeit in Pommern durchaus populär. Aber bereits 60 Jahre nach seinem Tode wurde er 1909 in den Monatsblättern der Gesellschaft für Pommersche Geschichte und Altertumskunde als fast vergessen bezeichnet. In der Zeit von 1910 bis 1935 erschienen dann noch einmal neu bearbeitete Auflagen einiger seiner Werke.

## Auszeichnungen
- Eisernes Kreuz, 1814
- Russischer Orden des Heiligen Georg, 1838
- Preußischer Roter Adlerorden, 1845

## Werke (Auswahl)
- Bogislaus der Zehnte. Herzog von Pommern. Verlag C. G. Hendeß, Köslin 1822.
- Das Wächterhorn von Cussalin – oder, Geschichten aus alter wendischer Zeit. 1824.
- Erzählungen, Balladen und Lieder. 2 Bände. Verlag C. G. Hendeß, Köslin 1826/1827.
- König Burisleif und seine drei Töchter. Nach wendischen Sagen. Verlag C. G. Hendeß, Köslin 1828 (Digitalisat, Google).
- Die Eroberung von Garz (Novelle). 1830.
- Die Stadt Stolpe. Versuch einer geschichtlichen Darstellung ihrer Schicksale bis auf die neueste Zeit. Mit einer Ansicht von Stolpe. Verlag C. G. Hendeß, Köslin 1831.
- Die Geschichte der Stadt Coeslin von ihrer Gründung bis auf die gegenwärtige Zeit – Nach Urkunden und zuverlässigen Quellen bearbeitet. Mit einem lithogr. Plan der Stadt und ihrer nächsten Umgebung.  Verlag C. G. Hendeß, Köslin 1840, ca. 360 Seiten (Digitalisat, Google).